# ディック (スラング)
「dick」（ディック）は、ヒトの陰茎を指す一般的な英語のスラング。転じて、ヒトの性行動を表す動詞としてや、無礼・不快・そそっかしいなど、軽蔑の対象となる人物を指す侮辱語としてなど、一般に下品と考えられる多様な用法のスラングとしても使われる。この文脈では、この語は「jerk」と同義語であり、無礼であったり不誠実だったりする行為を指す動詞としても使うことができる。似たスラングには、亀頭を指す「dickhead」がある。なお、「dick」の語自体は、リチャード（Richard）の愛称としての用例を含め、現在でも侮辱を意図しない普通の文脈で用いられている。